# Extreme
Pour les articles homonymes, voir Extreme (homonymie).
Extreme est un groupe américain de hard rock et funk metal, originaire de Boston, dans le Massachusetts. Formé en 1985, le groupe se dissout en 1996, puis un retour voit le jour en 2007 pour un nouvel album et une tournée mondiale en 2008. Son plus grand succès est le single More Than Words, une ballade acoustique de l'album Pornograffitti. L'album III Sides to Every Story contient trois parties : Yours, Mine et The Truth. La dernière partie est un triptyque de vingt minutes, Everything Under the Sun, où joue un orchestre enregistré à Abbey Road. La partie centrale, intimiste, morose et introspective, est écrite lorsque le second album du groupe ne se vendait pas.
Nuno Bettencourt reprend brièvement Voodoo Child de Jimi Hendrix dans Rest in Peace. Dans Peacemaker Die, il y a le discours de Martin Luther King qui commence par « I have a dream... ». Après cet album très alambiqué, le groupe revient à un style plus simple sur Waiting For The Punchline. Le succès n'est cependant plus au rendez-vous. Les singles successifs ne permettent pas au groupe de s'imposer, malgré une tournée en ouverture d'Aerosmith en 1994.
À la suite de la dissolution du groupe en 1996, le chanteur Gary Cherone fait partie de Van Halen de manière brève, pour l'album Van Halen III sorti en 1998 et Nuno Bettencourt enchaîna les groupes tels que Mourning Widows, Population 1 et DramaGods.
Extreme fait son retour sur la scène mondiale en 2008 avec l'album Saudades de Rock. Depuis, Gary Cherone formera le groupe Hurtsmile avec son frère Mark Cherone à la guitare, Joe Pessia à la basse et Dana Spellman à la batterie. À partir de 2009, Nuno Bettencourt devient le guitariste officiel de Rihanna. En 2014 et 2015, Extreme entreprend une tournée mondiale Pornograffitti 25th Anniversary Live pour célébrer le 25e anniversaire de l'album Pornograffitti.

## Historique

### Débuts (1985–1989)
Extreme est formé à Malden, dans le Massachusetts, en 1985. Le chanteur Gary Cherone et le batteur Paul Geary sont d'anciens membres d'un groupe local appelé The Dream (Extreme est un nom dérivé et un jeu de mots entre les mots The Dream et Extreme pour former Ex-Dream). Le guitariste Nuno Bettencourt est un ancien membre d'un groupe appelé Sinful, et le bassiste Pat Badger était dans un groupe appelé In the Pink. Après une altercation entre groupes rivaux, les quatre décident de former un groupe. Pat Badger (basse) travaillait dans le magasin du luthier Jim Mouradian à Boston, c'est dans ce magasin qu'il rencontre Gary Cherone (chant) Et Nuno Bettencourt (guitare) pour la première fois.
Cherone et Bettencourt commencent l'écriture de nouvelles chansons, et le groupe joue dans et aux alentours de Boston. Ils s'y popularisent et sont même nommés « nouveau meilleur groupe de heavy metal/hard rock » aux Boston Music Awards en 1986 et 1987. Le groupe cumule plusieurs chansons pendant leur période au label A&M Records (plus tard racheté par PolyGram) en 1988). Le groupe enregistre ensuite son premier album homonyme publié en 1989. Le premier single est Kid Ego, et la dernière chanson de l'album est Play With Me.

### Nouveaux albums et succès (1990–1993)
Les ventes du premier album d'Extreme leur permet d'enregistrer un deuxième album. Michael Wagener, ancien collaborateur pour Dokken et White Lion, est recruté pour la production de Extreme II: Pornograffitti en 1990.
L'album, qui comprend des morceaux de guitare de Bettencourt, est un condensé de funk, pop et glam metal. Decadence Dance et Get the Funk Out sont publiés comme singles. Get the Funk Out atteint la 19e place des classements britanniques en juin 1991. La ballade acoustique More than Words atteint la 81e place du Hot 100 le 23 mars 1991. Il atteint ensuite la première place du même classement. Il suit du single Hole Hearted, une autre chanson acoustique, qui atteint la 4e place du Hot 100.
Le groupe enregistre un nouvel et troisième album en 1992. Leur participation au Freddie Mercury Tribute Concert en avril 1992 interrompt leurs sessions d'enregistrements. En jouant notamment Love of My Life et More than Words en acoustique, Extreme se popularise considérablement parmi les fans de Queen. III Sides to Every Story est publié le 22 septembre 1992. Le premier single de l'album, Rest in Peace, s'accompagne d'un clip inspiré d'un court-métrage du National Film Board of Canada appelé Neighbours. Le groupe est poursuivi pour plagiat, mais sort très vite d'affaire après avoir sorti une nouvelle version du clip.

### Waiting for the Punchline(1994–1996)
Avant l'apparition du groupe au festival Monsters of Rock en été 1994, Mike Mangini remplace Paul Geary à la batterie, qui quittera le groupe pour se consacrer à son propre business dans l'industrie musicale (qui donnera notamment naissance à Godsmack).
Waiting for the Punchline, le premier album à faire participer Mangini, est publié le 7 février 1995. Les singles Hip Today, Unconditionally, et Cynical sont publiés, mais l'album ne surpasse pas son prédécesseur III Sides to Every Story en matière de ventes. Extreme se sépare peu après leur tournée en 1996, en bons termes, Bettencourt ayant décidé de mener une carrière solo.

### Retour etSaudades de Rock(2007–2010)

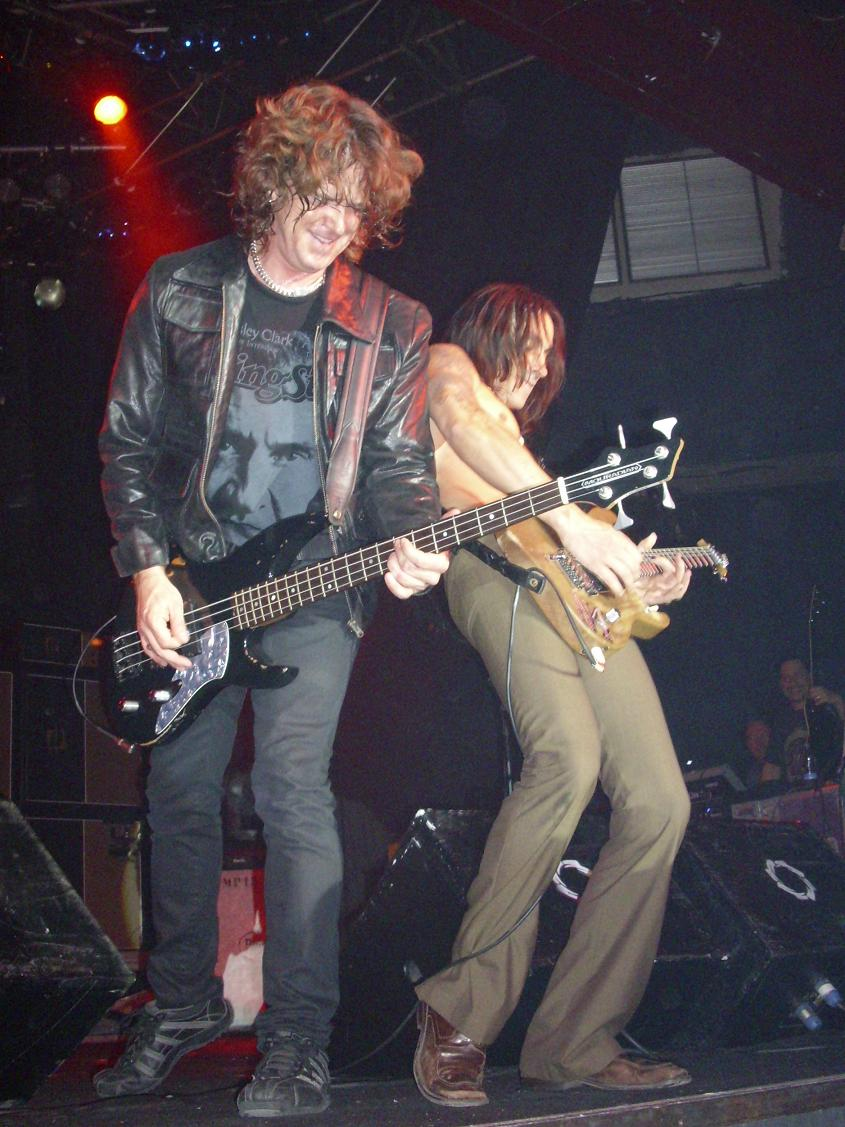
Le bassiste Pat Badger et le guitariste Nuno Bettencourt en 2008.

Extreme revient pour une brève tournée en 2004 en jouant à Azores, et quelques concerts au Japon en janvier 2005. Après une pause en 2005, le groupe revient en 2006 avec la formation de Pornograffitti pour une mini-tournée de trois dates en Nouvelle-Angleterre.
En juillet 2007 Bettencourt quitte Satellite Party pour revenir au sein d'Extreme avec Cherone et Pat Badger. Le 26 novembre 2007, le groupe annonce une tournée pour l'été 2008 avec King's X et un nouvel album, Saudades de Rock, produit par Bettencourt. Kevin Figueiredo, qui jouait avec Bettencourt dans DramaGods et Satellite Party, endosse le rôle de batteur. Les singles de l'album, comme Star, sont publiés sur la page MySpace du groupe. L'album est publié le 28 août 2008 en France, le 4 août 2008 en Europe, et le 12 août 2008 aux États-Unis.
Le groupe embarque sur la tournée Take Us Alive World Tour avec comme soutien King's X aux États-Unis, et Hot Leg au Royaume-Uni, dans divers lieux européens et asiatiques en 2008. En 2009, le groupe continue dans sa lancée, participant à la East Meets West Tour avec Ratt. Leur dernière date à Boston, dans le Massachusetts, est enregistrée pour leur premier DVD live intitulé Take Us Alive.

### Nouvel album (depuis 2010)

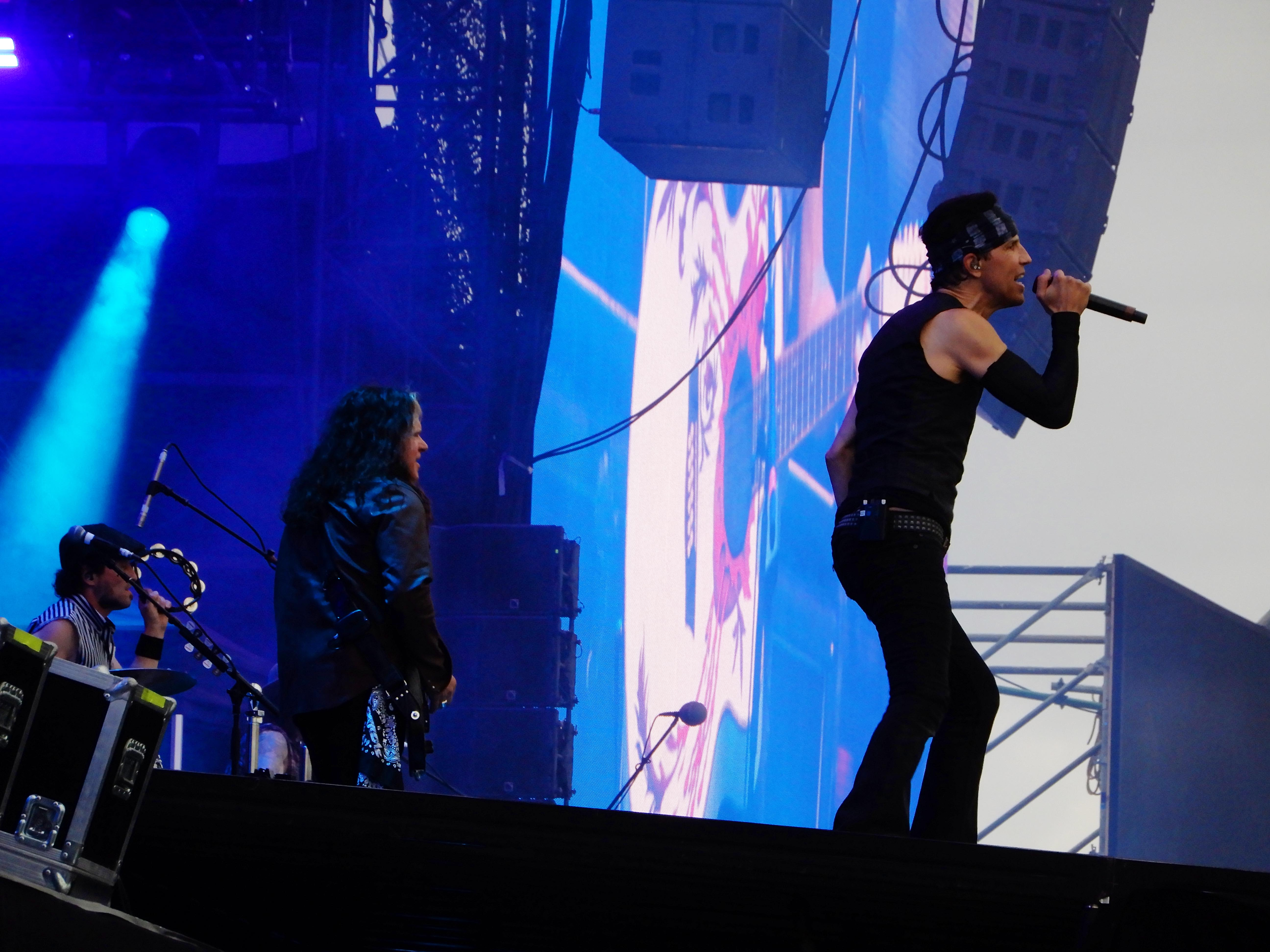
Extreme au Hellfest 2024

D'après un entretien effectué en décembre 2010 avec Cherone, Extreme est en train d'écrire un nouvel album, prévu pour 2011. Cependant, Bettencourt jouant avec Rihanna à sa tournée en 2011, les enregistrements sont repoussés à 2012.
Gary Cherone annonce une suite à Saudades de Rock en 2015. En septembre 2016, le guitariste Nuno Bettencourt révèle que le groupe travaille sur 17 chansons pour son nouvel album, qu'il prévoit sortir pour début 2017.

## Membres

### Membres actuels
- Gary Cherone - chant (1985-1996, 2004-2005, depuis 2007)
- Nuno Bettencourt - guitare, harmonies vocales, chœurs (1985-1996, 2004-2005, depuis 2007)
- Pat Badger - basse, chœurs (1986-1996, 2005, depuis 2007)
- Kevin Figueiredo - batterie, percussions depuis 2007)

### Anciens membres
- Paul Geary - batterie, percussions (1985-1994, 2004-2005)
- Mike Mangini - batterie, percussions (1994-1996)
- Peter Hunt - guitare solo, chœurs (1986)
- Hal Lebeaux - guitare rythmique, chœurs (1985)
- Paul Mangone - basse, chœurs (1985-1986)
- Carl Restivo - basse, chœurs (2004)
- Laurent Duval - basse, chœurs (2005)

## Vidéographie

### Live
2010 : Take us alive - Boston 2009 (DVD)
2016 : Pornograffitti Live 25 - Metal Meltdown (DVD et Blu-ray)

### Compilations vidéoclips
1991 : Photograffitti (VHS et Laserdisc)
2004 : The Best of Extreme (DVD)
2005 : Classic Extreme (DVD)
2006 : Videograffitti (DVD)